# پیلیش‌چو
پیلیش‌چِو (به مجاری:  Piliscsév) یک شهرداری در مجارستان است که در ناحیه استرگوم واقع شده‌است. پیلیش‌چو ۲۴٫۹ کیلومتر مربع مساحت و ۲٬۴۰۲ نفر جمعیت دارد.